# 平成夫婦茶碗
『平成夫婦茶碗〜ドケチの花道〜』（へいせいめおとぢゃわん どけちのはなみち）は、2000年1月12日から3月15日まで毎週水曜日22:00 - 22:54（JST）に、日本テレビ系の「水曜ドラマ」枠で放送された日本のテレビドラマ。主演は東山紀之と浅野温子。森下佳子の脚本家デビュー作である。
好評につき、2000年11月にスピンオフ作品『平成夫婦茶碗外伝「成田家の人々」』が「Shin-D」枠で、12月にスペシャル『平成夫婦茶碗スペシャル〜お母さんは風になった…』が放送された。
第2期『続・平成夫婦茶碗』（主演：東山紀之と優香）が2002年1月9日から3月20日まで「水曜ドラマ」枠で放送された。

## あらすじ
ラーメン屋を営む父・満太郎（東山紀之）と、母・節（浅野温子）、子の運（濱田岳）・幸（田島穂奈美）・完（松崎駿司）・福（齋藤佳太）・楽（齋藤昌太）の貧乏子沢山一家の、笑いあり涙ありの生活を描いたホームドラマ。
色男だが金にだらしのない満太郎と、お嬢様育ちの節はおしどり夫婦。節は様々な節約術を駆使して、一家の生活を支えている。満太郎のせいで数々のトラブルに見舞われながらも、一家は睦まじく逞しく日々を送ってゆく…。

## キャスト

### 金本家
金本満太郎
演 - 東山紀之（少年隊）
金本亭の主人で金本家の大黒柱でラーメン店の店主。仕事はサボりがちでいつも金もうけのことばかり考えている。人情に厚く、人を信じてすぐに損をする。
金本節
演 - 浅野温子
満太郎の妻。旧姓白鳥。元は資産家の令嬢であったが、満太郎との結婚は駆け落ち同然であったため実家とは絶縁状態にある。働き者で、満太郎の作った借金返済のため、究極の節約に気を配る。節約のためには、人目も気にしないが、家族への愛情は人一倍深い。第2期前のスペシャルで第6子(叶)を妊娠したが、同時に病が見つかり出産は節の生命に危険であると医師から宣告され、出産を諦める事(中絶)をすすめられたが、節はこの反対を押切り叶を出産。その結果死んでしまったが、死後も幽霊として満太郎の前に現れ、今も家族を深く愛している。
金本運
演 - 濱田岳
満太郎が借金を作るたびに産まれた金本家の子供たちの長子であり長男。優等生。灯に対して当初は反感を抱いていたことがある。
金本幸
演 - 田島穂奈美
金本家の長女。シンデレラ願望が強い。
金本完
演 - 松崎駿司
金本家の次男。気弱でいじめられっ子。
金本福
演 - 齋藤佳太
金本家の三男。楽とは双子。
金本楽
演 - 齋藤昌太
金本家の四男。福とは双子。
金本叶
演 - 朝田帆香（SP、第2期）
金本家の次女で末っ子。節が自身の命と引き換えに出産した。
金本銀次郎
演 - いかりや長介（第1期 第4・5話、第2期 第10話）
金本灯
演 - 優香（第2期）
20歳。満太郎のラーメンで絶望から救われ、結婚した。旧姓結城。金持ちの娘を偽り、満太郎にはカワイ子ぶっていたが、実は生まれて間もなく母親を亡くし、小学生の頃に交通事故で父親を亡くして以降は養護施設で育った天涯孤独の女性。
実は同棲していた彼氏の子を妊娠して、報告しようと帰宅したところ彼氏が借金取りに追われて失踪、自死まで考えていたところで満太郎と出会った。
最初は料理もろくにできず、子どもたちからも不信がられており、元々満太郎のことはお腹の子のために利用するつもりでいた。しかし、さまざまなことを乗り越え、次第に満太郎や子ども達に情が湧き、金本家の一員になっていく。後に産まれた子供は「雪（せつ）」と名付けられた。

### 末平家
末平玲子
演 - 鈴木杏樹
スナックのママで満太郎の幼なじみ。かつては銀座で働いていた。かなりのやり手。
末平健介
演 - 馬場省吾

### 成田家
成田富雄
演 - 清水章吾（第1期、SP）
成田咲子
演 - 戸田恵子（第1期、SP）
成田香織
演 - 矢沢心
成田ハジメ
演 - 東海孝之助（第1期、SP）

### その他
西土居一彦
演 - 石塚英彦（ホンジャマカ）
満太郎の高校時代の後輩で、西土井不動産経営。どうやら玲子に気があるよう。
門倉ひろみ
演 - 鈴木紗理奈
満太郎の高校時代の後輩で元ヤンキー。現在は警察官をしている。満太郎のために健気に働く節に同情。バイク事故に遭ったことがあり、子どもが産めない秘密を抱えている。
美佳
演 - 永田杏奈（第1期、SP）
ナレーター
演 - みのもんた（第1期、SP）
白鳥静
演 - 草村礼子（第1期）
淀川明
演 - 堀内健（ネプチューン）（第2期）
ビデオ店の店員。内気で映画の話ばかりだがひそかにひろみが好き。運にだけは心を開く。実は東大卒のインテリ。
ひーちゃん
演 - 伊藤裕正（第2期）
澤田かな
演 - 芳賀優里亜（第2期）
その他の出演
猪俣ユキ（第1期、SP）、本田博仁（第1期、SP）、高橋慎二（第1期、SP）、眞鍋かをり（第1期）、小瀬川理太（第1期）、中島陽子（第1期）、藤本恭子（第1期）

### ゲスト

#### 第1期
第1話
- 詐欺師 - 筧利夫

第2話
- 堤翔太 - 浅利陽介

第3・4話
- 真野響子
- 新克利

第5話
- 江川央生

第6話
- 堂本光一（KinKi Kids）（友情出演）
- 杉本友莉亜（SPにも出演）
- 藤崎奈々子
- 山川恵里佳
- 吉井怜
- 相島一之
- 石井光三

第7話
- 大島蓉子
- 上地雄輔
- 百合 - 横山めぐみ（第8話）

第8話
- 森康子
- 鷹西美佳
- 木下ほうか（第9話）

第9話
- 節の元婚約者 - 田中実

最終話
- 滝沢秀明（タッキー&翼）（友情出演）
- 古尾谷雅人

#### スペシャル
「平成夫婦茶碗スペシャル〜お母さんは風になった…」
- 田部まくり - 菅野美穂
- 京本政樹
- 白川由美
- 河本香織

#### 第2期
レギュラー
- ひーちゃん - 伊藤裕正
- 陸上部顧問 - 櫻庭博道
- 書店店主 - 横山あきお
- ひろみの上司の課長 - 小林すすむ

第1話
- 田部まくり - 菅野美穂（第11話）

第3話
- 門倉いさみ - 間寛平（第4話）

第4話
- 岡タケヒロ - 大森南朋

第6話
- 長瀬 - 長瀬智也（TOKIO）
- 松本志のぶ
- 羽鳥慎一

第7話
- 澤田幸江 - 深浦加奈子
- コータロー - 石垣佑磨（第8話）

第8話
- 高村剛史（第9 - 11話）

第9話
- 相田翔子
- 淀川の婚約者 - 山口あゆみ（第10、11話）

第10話
- 新庄イチロー - 半海一晃

最終話
- 食堂の店主 - 酒井敏也

## スタッフ
- 企画プロデュース - 遊川和彦
- 脚本 - 森下佳子
- 音楽 - 笹路正徳、藤井理央
- 演出 - 三枝孝臣、長沼誠、樹木まさひこ
- 主題歌
  - 第1期 - Secret Agent「Secret Agent Man」（ソニー・ミュージックエンタテインメント）
英国のTVドラマ「秘密諜報員ジョン・ドレイク」（米国版）主題歌のカバー。
  - 第2期 - アース・ウィンド・アンド・ファイアー「September」（ソニー・ミュージックエンタテインメント）
- 挿入歌
  - 第2期 - canna「あぜ道」（ソニー・ミュージックエンタテインメント）
- TM - 鈴木康介
- TD - 白田龍夫
- C・CAM - 角田洋子
- LD - 山本智浩
- MIXER - 佐藤友昭
- VE - 田中拓己
- 編集 - 白水孝幸
- オフライン編集 - 遠藤和人
- MA - 長島みゆき
- 音効 - 佐藤裕二
- 美術デザイン - 高野雅裕
- 装置 - 増田毅
- 装飾 - 村山和彦
- 衣装 - 川口修
- 持道具 - 佐藤秀治
- メイク - 森田京子、永嶋麻子
- スタイリスト - 神野真琴
- タイトル - 守屋健太郎
- 技斗 - 佐々木修平
- 協力 - ちりめん亭（株式会社トモス）
- プロデューサー - 大平太、仲野尚之（日活）、村瀬健（第2期）
- 製作著作 - 日本テレビ

## 放送日程

### 第1期
| 各話                                                       | 放送日        | サブタイトル                                             | 演出         | 視聴率 |
| ---------------------------------------------------------- | ------------- | -------------------------------------------------------- | ------------ | ------ |
| 第1話                                                      | 2000年1月12日 | ダメ亭主とドケチ妻! 悪魔の借金返済家族!! 走れ父のために  | 三枝孝臣     | 22.2%  |
| 第2話                                                      | 1月19日       | 狂言誘拐! ドケチ妻の秘                                   | 三枝孝臣     | 14.7%  |
| 第3話                                                      | 1月26日       | マイホーム炎上! 火災保険詐欺の夫に天罰! ラーメン店も閉鎖 | 長沼誠       | 16.3%  |
| 第4話                                                      | 2月02日       | ボク、養子に行くヨ…マイホーム消失! 極貧に長男涙の決断    | 三枝孝臣     | 15.2%  |
| 第5話                                                      | 2月09日       | 25年目の再会…父が残した奇跡のラーメン                    | 長沼誠       | 14.1%  |
| 第6話                                                      | 2月16日       | テレビ出演の悲劇                                         | 三枝孝臣     | 16.1%  |
| 第7話                                                      | 2月23日       | 転落…お水の花道                                          | 樹木まさひこ | 14.8%  |
| 第8話                                                      | 3月01日       | 妻、爆発! 私の人生返して                                 | 長沼誠       | 16.8%  |
| 第9話                                                      | 3月08日       | さよなら…愛する子供達                                    | 三枝孝臣     | 16.2%  |
| 最終話                                                     | 3月15日       | 13年目のプロポーズ旅立て母のために                       | 三枝孝臣     | 18.4%  |
| 平均視聴率 16.5%（視聴率は関東地区・ビデオリサーチ社調べ） |               |                                                          |              |        |

### スピンオフ
平成夫婦茶碗外伝「成田家の人々」
| 各話   | 放送日         | 脚本     | 演出   |
| ------ | -------------- | -------- | ------ |
| 第1話  | 2000年11月01日 | 武田菜穂 | 大平太 |
| 第2話  | 11月08日       | 武田菜穂 | 大平太 |
| 第3話  | 11月15日       | 武田菜穂 | 大平太 |
| 第4話  | 11月22日       | 武田菜穂 | 大平太 |
| 最終話 | 11月29日       | 武田菜穂 | 大平太 |

### スペシャル
平成夫婦茶碗スペシャル〜お母さんは風になった…
- 21:00 - 22:54の2時間SP。

| 放送日         | サブタイトル                                   | 演出     | 視聴率 |
| -------------- | ---------------------------------------------- | -------- | ------ |
| 2000年12月19日 | 母の出産! 幼い命にかけたドケチ一家の悲しい選択 | 三枝孝臣 | 20.1%  |

### 第2期
- 第1話、最終話は30分拡大（22:00 - 23:24）。

| 各話                                                       | 放送日        | サブタイトル                               | 演出         | 視聴率 |
| ---------------------------------------------------------- | ------------- | ------------------------------------------ | ------------ | ------ |
| 第1話                                                      | 2002年1月09日 | 幼妻vs幽霊妻! ドケチ一家のダメ夫、涙の決断 | 三枝考臣     | 17.7%  |
| 第2話                                                      | 1月16日       | 幼妻の秘密! 僕は許さない!!                 | 三枝考臣     | 14.2%  |
| 第3話                                                      | 1月23日       | 私のお母さんはひとりだけ!                  | 長沼誠       | 13.5%  |
| 第4話                                                      | 1月30日       | 号泣!天国から届いた手紙…                   | 長沼誠       | 13.3%  |
| 第5話                                                      | 2月06日       | 悲しい決断…みのもんた生電話で涙            | 三枝孝臣     | 11.5%  |
| 第6話                                                      | 2月13日       | 天に響け! 母に捧げる愛の唄                 | 樹木まさひこ | 13.3%  |
| 第7話                                                      | 2月20日       | 奇跡! 天国の母とふれ合う夜                 | 長沼誠       | 13.0%  |
| 第8話                                                      | 2月27日       | おまえなんか家族じゃない!                  | 三枝孝臣     | 15.2%  |
| 第9話                                                      | 3月06日       | 誘拐! 幼い命が消える夜…!!                  | 長沼誠       | 13.1%  |
| 第10話                                                     | 3月13日       | 幼妻が命をかけて借金返済!!                 | 長沼誠       | 15.5%  |
| 最終話                                                     | 3月20日       | 考えてみて下さい…もし、大切な人が死んだら  | 三枝孝臣     | 16.3%  |
| 平均視聴率 14.2%（視聴率は関東地区・ビデオリサーチ社調べ） |               |                                            |              |        |

## その他
結城灯（金本灯）は、同局の番組フードファイトのつくし園で育ったという設定になっている。
金本満太郎は、2003年の少年隊「PLAYZONE 2003 Vacation」にも、出前で自作の「プリンラーメン」（満太郎曰く、「プリンに醤油をかけるとウニみたいになる」との事。）を持って登場し、劇中で植草克秀に振る舞った。